# 8970 Islandica
8970 Islandica è un asteroide della fascia principale. Scoperto nel 1973, presenta un'orbita caratterizzata da un semiasse maggiore pari a 3,0896691 UA e da un'eccentricità di 0,1204492, inclinata di 0,31169° rispetto all'eclittica.